# Dennis Priestley
Dennis Priestley (Mexborough, 16 juli 1950) is een voormalig Engels darter en een van de grootsten aller tijden. Hij staat bekend om zijn trage speelstijl, mentale sterkte en het rood-zwartgestreepte T-shirt waarin hij bijna altijd speelt. Zijn bijnaam luidt The Menace.
In een glansrijke carrière heeft Priestley praktisch de finale van ieder groot darttoernooi gehaald, met als hoogtepunten de door hem gewonnen BDO Embassy-finale in 1991 (6-0, tegen Eric Bristow) en de PDC WK-finale in 1994 (6-1, tegen Phil Taylor). Met deze laatste prestatie werd hij de allereerste wereldkampioen darts van de in 1992 opgerichte Professional Darts Corporation.
Daarnaast heeft Priestley drie World Matchplay-finales op rij gehaald (die hij overigens alle verloor) en na zijn gewonnen finale in 1994 nog vier Ladbrokes World Darts Championship (WK)-finales (1996, 1997, 1998 en 2000) verloren van inmiddels zestienvoudig wereldkampioen Phil Taylor.
Na een reeks van goede prestaties leek er begin 2006 sprake van te zijn dat de 55-jarige Priestley als zevende speler zijn opwachting zou gaan maken in de tweede editie van de Holsten Premier League Darts, maar de plotselinge overstap van de Nederlandse dartcoryfee Raymond van Barneveld gooide roet in het eten. In de Premier League in 2007 mocht The Menace op basis van zijn klassering in de PDC-ranking (derde) wel deelnemen. Na vijf ongeslagen speelronden finishte de Engelsman uiteindelijk als vierde en kwalificeerde hij zich als debutant voor de play-offs, waarin hij verloor van Phil Taylor 11-6 (legs).
In november 2007 werd bij Priestley prostaatkanker vastgesteld, en was hij door hevige pijn gedwongen zich terug te trekken tijdens de John McEvoy Darts Classic in Ierland. Hoewel de Engelsman begin januari 2008 werd behandeld aan zijn aandoening, speelde hij 'gewoon' de Grand Slam of Darts en het PDC Wereldkampioenschap.
Nadat hij in maart genezen was verklaren door de doktoren, keerde hij terug in het PDC-circuit. Tijdens de US Open 2008 sneuvelde Priestley pas door toedoen van Phil Taylor in de halve finale.
Een kleine maand later, op 15 juni 2008, schreef de Engelsman het Bristol TC Players Championship op zijn naam, zijn eerste toernooizege in ruim één jaar tijd, na overwinningen tegen onder meer James Wade en Kevin Painter.
Zijn laatste WK speelde Priestley eind 2012. Hij werd toen in de eerste ronde uitgeschakeld door Ronnie Baxter. In 2014 stopte hij midden in het seizoen met spelen omdat hij naar eigen zeggen het niveau ontbeerde om nog langer mee te draaien bij de PDC.

## Gespeelde WK-finales
- 1991 Dennis Priestley - Eric Bristow 6 - 0 ('best of 11 sets')
- 1994 Dennis Priestley - Phil Taylor 6 - 1 ('best of 11 sets')
- 1996 Phil Taylor - Dennis Priestley 6 - 4 ('best of 11 sets')
- 1997 Phil Taylor - Dennis Priestley 6 - 3 ('best of 11 sets')
- 1998 Phil Taylor - Dennis Priestley 6 - 0 ('best of 11 sets')
- 2000 Phil Taylor - Dennis Priestley 7 - 3 ('best of 13 sets')

## Resultaten op Wereldkampioenschappen

### BDO
- 1991: Winnaar (gewonnen in de finale van Eric Bristow met 6-0)
- 1992: Laatste 16 (verloren van Alan Warriner-Little met 2-3)
- 1993: Laatste 16 (verloren van Steve Beaton met 1-3)

### PDC
- 1994: Winnaar (gewonnen in de finale van Phil Taylor met 6-1)
- 1995: Laatste 24 (groepsfase)
- 1996: Runner-up (verloren van Phil Taylor met 4-6)
- 1997: Runner-up (verloren van Phil Taylor met 3-6)
- 1998: Runner-up (verloren van Phil Taylor met 0-6)
- 1999: Laatste 32 (verloren van John Ferrell met 0-3)
- 2000: Runner-up (verloren van Phil Taylor met 3-7)
- 2001: Laatste 32 (verloren van Keith Deller met 2-3)
- 2002: Kwartfinale (verloren van Dave Askew met 2-6)
- 2003: Laatste 32 (verloren van Dennis Smith met 1-4)
- 2004: Laatste 16 (verloren van Phil Taylor met 1-4)
- 2005: Laatste 16 (verloren van Phil Taylor met 0-4)
- 2006: Laatste 32 (verloren van Adrian Lewis met 2-4)
- 2007: Laatste 16 (verloren van Andy Hamilton met 1-4)
- 2008: Laatste 64 (verloren van Steve Maish met 1-3)
- 2009: Laatste 16 (verloren van Paul Nicholson met 2-4)
- 2010: Laatste 64 (verloren van Kevin McDine met 2-3)
- 2011: Laatste 32 (verloren van Gary Anderson met 2-4)
- 2013: Laatste 64 (verloren van Ronnie Baxter met 1-3

## Resultaten op de World Matchplay
- 1994: Runner-up (verloren van Larry Butler met 12-16)
- 1995: Runner-up (verloren van Phil Taylor met 11-16)
- 1996: Runner-up (verloren van Peter Evison met 14-16)
- 1997: Kwartfinale (verloren van Alan Warriner-Little met 7-11)
- 1998: Laatste 32 (verloren van John Ferrell met 7-9)
- 1999: Halve finale (verloren van Rod Harrington met 10-17)
- 2000: Laatste 16 (verloren van Richie Burnett met 12-14)
- 2001: Laatste 16 (verloren van Richie Burnett met 13-15)
- 2002: Laatste 32 (verloren van Kevin Painter met 4-10)
- 2003: Laatste 32 (verloren van John Part met 8-10)
- 2004: Laatste 16 (verloren van Peter Manley met 9-13)
- 2005: Laatste 16 (verloren van Phil Taylor met 13-15)
- 2006: Kwartfinale (verloren van Phil Taylor met 13-16)
- 2007: Laatste 16 (verloren van James Wade met 14-16)
- 2008: Halve finale (verloren van Phil Taylor met 8-17)
- 2009: Laatste 32 (verloren van Denis Ovens met 5-10)
- 2010: Laatste 32 (verloren van Vincent van der Voort met 6-10)